# Stephan von Pfalz-Simmern
Stephan von Pfalz-Simmern (* 1421; † 1481 oder 1485) war Domdekan und Domthesaurar in Köln sowie Domkämmerer in Straßburg.
Sein Vater war Stefan von Pfalz-Simmern-Zweibrücken.
Siehe auch: Pfalz-Simmern